# Polielectrolito
Polielectrolito es, en química, cualquier polímero que posea grupos electrolitos.
Los polielectrolitos son polímeros cuyas unidades de repetición soportan un grupo electrolito. Policationes y polianiones son polielectrolitos. Estos grupos se disocian en disoluciones acuosas (agua), por lo que quedan como polímeros cargados. Las propiedades de los polielectrolitos son por lo tanto similares a los dos: electrolitos (sales) y polímeros (compuestos de alto peso molecular), y a veces se denominan polisales. Como sales, sus disoluciones son eléctricamente conductoras. Como polímeros, sus soluciones son a menudo viscosas. Las cadenas moleculares cargadas, comúnmente presentes en multitud de sistemas biológicos, desempeñan un papel fundamental en la determinación de la estructura, la estabilidad y las interacciones de los diversos conjuntos moleculares. Los enfoques teóricos para describir sus propiedades estadísticas difieren profundamente de las de sus homólogos eléctricamente neutros, mientras que sus propiedades únicas están siendo explotadas en una amplia gama de sectores tecnológicos e industriales. Una de sus principales funciones, sin embargo, parece ser el que se juega en la biología y la bioquímica. Muchas moléculas biológicas son polielectrolitos. Por ejemplo, los polipéptidos, glicosaminoglicanos, y el ADN son polielectrolitos. En diversas industrias se utilizan polielectrolitos, tanto naturales como sintéticos.

## Tipos de polielectrolitos
Existe gran cantidad de ejemplos de polielectrolitos cargados positivamente (polietilenimina) o negativamente (ADN, sulfonato de poliestireno, poliacrilamida, ácido poliacrílico, ácido polimetacrílico...). Los polielectrolitos que presentan electrolitos de ambas cargas se denominan polianfólitos.

### Poliácidos
En la terminología de los polímeros, un poliácido es un polielectrolito compuesto por la unión de monómeros que contienen grupos ácido. Por lo general, los grupos ácidos son -COOH, -SO3H o -PO3H2.